# Antonio Caetani
Antonio Caetani, dito o Sênior (Roma, cerca de 1360 – Roma, 11 de janeiro de 1412) foi um cardeal romano da Igreja Católica, que foi arcipreste da Basílica de São João de Latrão. 

## Biografia
Da antiga família nobre dos condes de Fondi, seu sobrenome também está listado como Gaetani e Gaytanus, era o terceiro filho de Giacomo (II) e Sveva di Sanseverino. Ele foi chamado de Cardeal de Aquileia. Parente do Papa Bonifácio VIII, era tio do pseudocardeal Antonio Panciera (1411). Outros cardeais da família foram Niccolò Caetani (1536), Enrico Caetani (1585), Bonifazio Caetani (1606), Antonio Caetani, o junior (1621) e Luigi Caetani (1626).
Já em documento datado de 6 de setembro de 1384 apareceu com o título de protonotário apostólico. Pouco depois, foi também nomeado arquidiácono de Bolonha: nessa qualidade apareceu em 1387, mas é possível que a nomeação já tivesse ocorrido no ano anterior. Ele geralmente residia na Cúria Papal, especialmente após a eleição (1389) do Papa Bonifácio IX, cujo irmão Giovannello Tomacelli havia se casado com a irmã do cardeal, Agnesella. Ele esteve a serviço do notário pelo menos a partir de 1391, e depois de 1394 também como referendário.
Eleito Patriarca de Aquileia em 27 de janeiro de 1395, tomou posse do Patriarcado em 12 de fevereiro de 1395, mas ele residia em Roma, assim, renunciou à sé em 2 de fevereiro de 1402. Em 21 de julho de 1397, obteve permissão para visitar o Santo Sepulcro na Terra Santa.
Foi criado cardeal pelo Papa Bonifácio IX no Consistório de 27 de fevereiro de 1402, recebendo o título de cardeal-presbítero de Santa Cecília em 17 de maio do mesmo ano.
No período de sede vacante que se seguiu à morte de Bonifácio IX em 1404, o cardeal fez parte do grupo minoritário de cardeais que queria adiar a eleição do novo papa para favorecer a unificação da Igreja dividida pelo cisma. Sua posição enérgica em favor da unidade na época deu muitas esperanças de que ele seria eleito para o trono papal - em particular, a nobreza romana teria sido a favor dele. Quando, no entanto, veio a eleição papal, a escolha não recaiu sobre ele, mas sobre Cosme Migliorati, que tomou o nome de Papa Inocêncio VII. Nos dias que se seguiram à sua eleição (17 de outubro), o novo pontífice instruiu o cardeal a escrever aos embaixadores de Avinhão, que, entretanto tinham deixado Roma, para regressarem ao local para retomarem as negociações: mas a iniciativa não teve sucesso.
Optou pela ordem dos cardeais-bispos e pela sé suburbicária de Palestrina em 12 de junho de 1405.
Pouco depois, obteve o cargo de Penitenciário-mor (após a morte de Francesco Carbone em 18 de junho de 1405). Foi também cardeal protetor das Ordens Cisterciense e Servita. Naquela época, ele foi considerado um dos homens de confiança de Florença no Sacro Colégio (em 23 de março de 1406, ele e seus parentes receberam a cidadania florentina a seu pedido) e também manteve boas relações com o rei Ladislau de Nápoles. Ainda em 1405, foi nomeado arcipreste da Basílica de São João de Latrão, cargo que exerceu até a sua morte.
Após a morte de Inocêncio VII, tal como aconteceu em 1404, ele queria adiar a eleição para facilitar a unificação da Igreja. Quando teve que se curvar novamente à maioria de seus colegas, trabalhou no conclave para favorecer a eleição de Ângelo Correr (que de fato foi escolhido e tomou o nome de Gregório XII), já que a idade tardia deste último possibilitou prever um pontificado curto. Quando, no entanto, as negociações de Gregório XII com Bento XIII falharam, em 11 de maio de 1408 ele deixou Lucca com outros oito cardeais, onde havia chegado com a Cúria em 26 de janeiro, e fugiu para Pisa.
Não obedeceu - nem aos seus colegas - à ordem de Gregório XII para comparecer perante ele, sob pena de perder os seus cargos e benefícios. Após sua recusa, os cardeais foram exonerados (a decisão final foi tomada em 14 de janeiro de 1409) e excomungados; mas a medida papal não pode ser aplicada porque Gregório XII não tinha meios para impô-la. Foi, no entanto, certamente a pedido do papa que o rei Ladislau prendeu, na segunda metade de 1408, o irmão de Caetani, Cristoforo, já seu marechal, e seus filhos e confiscou os bens da família no Reino, incluindo os do cardeal.
Durante o Concílio de Pisa ele chefiou uma comissão de cardeais que negociou com Carlo I Malatesta, um seguidor de Gregório XII, que estava trabalhando por um acordo in extremis. Durante o julgamento em Pisa contra os dois papas em disputa, o cardeal testemunhou em 18 de maio sobre os fracassos de Gregório XII nas negociações para a unificação. Após a deposição de ambos os papas, o cardeal participou do conclave do qual em 26 de junho de 1409 foi eleito o Papa Alexandre V.
Em 2 de julho de 1409, Alexandre V o transferiu para a sé suburbicária de Porto e Santa Rufina. No mesmo dia, foi encarregado da administração da Diocese de Fiesole, que ocupou até agosto de 1411.
Chegou em Bolonha com a Cúria em 12 de janeiro de 1410, mas ele não entrou no conclave que começou em 14 de maio, após a morte de Alexandre V, provavelmente porque estava doente.
Em agosto de 1410 ficou em Pádua, longe da Cúria. Sua presença com o Papa de Pisa João XXIII é atestada novamente apenas um ano depois, desta vez em Roma. Naquela época, ele era membro de uma comissão de cardeais encarregada pelo Papa de examinar a questão de Jan Hus, suspeito de heresia. Morreu em 11 de janeiro de 1412, em Roma, sendo sepultado na capela do Papa Bonifácio VIII na Basílica de São Pedro. Mais tarde, seus restos mortais foram trasladados para a Basílica de Santa Maria sobre Minerva e sepultado à esquerda do altar-mor; ele havia construído a abside desta basílica.

### Conclaves
- Conclave de 1404 - participou da eleição do Papa Inocêncio VII
- Conclave de 1406 - participou da eleição do Papa Gregório XII
- Conclave de 1409 - participou da eleição do Papa de Pisa Alexandre V
- Conclave de 1410 - não participou da eleição do Papa de Pisa João XXIII